# Liste der denkmalgeschützten Objekte in Frankenau-Unterpullendorf
Die Liste der denkmalgeschützten Objekte in Frankenau-Unterpullendorf enthält die 18 denkmalgeschützten, unbeweglichen Objekte der burgenländischen Gemeinde Frankenau-Unterpullendorf.

## Denkmäler
| Foto |                 | Denkmal                                                                        | Standort                                        | Beschreibung | Metadaten |
| ---- | --------------- | ------------------------------------------------------------------------------ | ----------------------------------------------- | --- | --- |
| ja   | Datei hochladen | Kath. Pfarrkirche Allerheiligen HERIS-ID: 47156 Objekt-ID: 49760               | Frankenau 37a Standort KG: Frankenau            | Die neuromanische Kirche wurde 1877 errichtet. Das Langhaus hat einen eingezogenen Chor mit Rundapsis, der Turm hat einen Pyramidenhelm und ist einem Portaltrakt aufgesetzt. | BDA-Hist.: Q14912747 Status: § 2a Stand der BDA-Liste: 2025-06-30 Name: Kath. Pfarrkirche Allerheiligen GstNr.: 87/2 Pfarrkirche Frankenau |
| ja   | Datei hochladen | Figurenbildstock hl. Johannes Nepomuk HERIS-ID: 71773 Objekt-ID: 84969         | vor Frankenau 83 Standort KG: Frankenau         | Der Bildstock am südwestlichen Ortsende stammt aus dem Jahr 1864. | BDA-Hist.: Q38128306 Status: § 2a Stand der BDA-Liste: 2025-06-30 Name: Figurenbildstock hl. Johannes Nepomuk GstNr.: 222/1 Johannes Nepomuk, Frankenau |
| ja   | Datei hochladen | Marienkapelle HERIS-ID: 71752 Objekt-ID: 84948                                 | Frankenau 125 Standort KG: Frankenau            | Die Marienkapelle mit einer Statue der Gottesmutter wurde 1848 erbaut. | BDA-Hist.: Q38128290 Status: § 2a Stand der BDA-Liste: 2025-06-30 Name: Marienkapelle GstNr.: 290 Marienkapelle, Frankenau |
| ja   | Datei hochladen | Gnadenstuhl HERIS-ID: 71757 Objekt-ID: 84953                                   | Kirchenplatz Standort KG: Frankenau             | Die Dreifaltigkeitssäule vor der Pfarrkirche ist mit 1862 bezeichnet. | BDA-Hist.: Q38128296 Status: § 2a Stand der BDA-Liste: 2025-06-30 Name: Gnadenstuhl GstNr.: 87/4 Gnadenstuhl, Frankenau |
| ja   | Datei hochladen | Friedhofskapelle HERIS-ID: 71774 Objekt-ID: 84970                              | Standort KG: Frankenau                          | | BDA-Hist.: Q38128320 Status: § 2a Stand der BDA-Liste: 2025-06-30 Name: Friedhofskapelle GstNr.: 2712 Friedhofskapelle Frankenau |
| ja   | Datei hochladen | Pest-/Dreifaltigkeitssäule HERIS-ID: 71775 Objekt-ID: 84971                    | Standort KG: Frankenau                          | Die 1935 errichtete Dreifaltigkeitssäule südlich des Friedhofs trägt einen barocken Gnadenstuhl. | BDA-Hist.: Q38128327 Status: § 2a Stand der BDA-Liste: 2025-06-30 Name: Pest-/Dreifaltigkeitssäule GstNr.: 2713 |
| ja   | Datei hochladen | Figurenbildstock hl. Josef HERIS-ID: 71782 Objekt-ID: 84978                    | Standort KG: Frankenau                          | | BDA-Hist.: Q38128337 Status: § 2a Stand der BDA-Liste: 2025-06-30 Name: Figurenbildstock hl. Josef GstNr.: 3039 Figurenbildstock hl. Josef, Frankenau |
| ja   | Datei hochladen | Römische Bernsteinstraße HERIS-ID: 32935 Objekt-ID: 30181                      | Bernsteinstraße Standort KG: Großmutschen       | Hier ging ein Abschnitt der zu Beginn des 1. Jahrhunderts angelegten römischen Bernsteinstraße zwischen Italien und Carnuntum durch, die wiederum ein Abschnitt einer alten Handelsstraße zur Ostsee ist. In diesem Bereich befand sich auch ein römisches Militärlager. Anmerkung: Das römische Lager erstreckte sich über die Gebiete der heutigen Gemeinden Frankenau-Unterpullendorf und Lutzmannsburg. | BDA-Hist.: Q37949908 Status: Bescheid Stand der BDA-Liste: 2025-06-30 Name: Römische Bernsteinstraße GstNr.: 420, 421, 422, 423, 425, 427 |
| ja   | Datei hochladen | Figurenbildstock Steinigung des hl. Stephanus HERIS-ID: 71745 Objekt-ID: 84940 | Standort KG: Großmutschen                       | | BDA-Hist.: Q38128277 Status: § 2a Stand der BDA-Liste: 2025-06-30 Name: Figurenbildstock Steinigung des hl. Stephanus GstNr.: 1310 Steinigung des hl. Stephanus, Großmutschen |
| ja   | Datei hochladen | Kath. Filialkirche Hl. Drei Könige HERIS-ID: 47158 Objekt-ID: 49779            | Standort KG: Großmutschen                       | Die Filialkirche steht nordöstlich oberhalb des Ortes. Der Bau mit eingezogener Rundapsis und Glockenturm im Westen entstand Ende des 18. Jahrhunderts und wurde 1856 erweitert. | BDA-Hist.: Q38025686 Status: § 2a Stand der BDA-Liste: 2025-06-30 Name: Kath. Filialkirche Hl. Drei Könige GstNr.: 249/2 Filialkirche Großmutschen |
| ja   | Datei hochladen | Volksschule HERIS-ID: 71749 Objekt-ID: 84944                                   | Kleinmutschen 41 Standort KG: Kleinmutschen     | | BDA-Hist.: Q38128284 Status: § 2a Stand der BDA-Liste: 2025-06-30 Name: Volksschule GstNr.: 394 Volksschule Kleinmutschen |
| ja   | Datei hochladen | Kath. Filialkirche hl. Nikolaus HERIS-ID: 47185 Objekt-ID: 49863               | Kleinmutschen 41a Standort KG: Kleinmutschen    | Die Filialkirche westlich oberhalb des Ortes weist einen Westturm mit steinernem Spitzhelm auf. Sie wurde 1870 errichtet und 1961 erweitert. | BDA-Hist.: Q38025836 Status: § 2a Stand der BDA-Liste: 2025-06-30 Name: Kath. Filialkirche hl. Nikolaus GstNr.: 384/1 Kirche Kleinmutschen |
| ja   | Datei hochladen | Figurenbildstock Maria Immaculata HERIS-ID: 71730 Objekt-ID: 84924             | vor Hauptstraße 54 Standort KG: Unterpullendorf | Die Mariensäule vor der Kirche trägt die Inschrift: Stephan Satowicz 1707. | BDA-Hist.: Q38128268 Status: § 2a Stand der BDA-Liste: 2025-06-30 Name: Figurenbildstock Maria Immaculata GstNr.: 312/4 |
| ja   | Datei hochladen | Kath. Pfarrkirche hl. Bartholomäus HERIS-ID: 47330 Objekt-ID: 50259            | Hauptstraße 54a Standort KG: Unterpullendorf    | Die neugotische Kirche wurde 1905 errichtet. | BDA-Hist.: Q15124749 Status: § 2a Stand der BDA-Liste: 2025-06-30 Name: Kath. Pfarrkirche hl. Bartholomäus GstNr.: 140 Pfarrkirche Unterpullendorf |
| ja   | Datei hochladen | Donatuskapelle HERIS-ID: 57159 Objekt-ID: 66923                                | Standort KG: Unterpullendorf                    | Der rechteckige Giebelbau der Donatuskapelle steht in den Weinbergen östlich außerhalb des Ortes. Laut Inschrift wurde die Kapelle 1779 errichtet. | BDA-Hist.: Q38074860 Status: § 2a Stand der BDA-Liste: 2025-06-30 Name: Donatuskapelle GstNr.: 2512 Donatuskapelle, Unterpullendorf |
| ja   | Datei hochladen | Figurenbildstock Maria Immaculata HERIS-ID: 71790 Objekt-ID: 84986             | Standort KG: Unterpullendorf                    | Die Mariensäule nordwestlich des Ortes stammt aus dem 18. Jahrhundert. | BDA-Hist.: Q38128356 Status: § 2a Stand der BDA-Liste: 2025-06-30 Name: Figurenbildstock Maria Immaculata GstNr.: 2674 |
| ja   | Datei hochladen | Sandsteinpietà HERIS-ID: 71792 Objekt-ID: 84988                                | Standort KG: Unterpullendorf                    | Die Sandsteinpietà an der Günser Straße (B61) in Richtung Unterloisdorf stammt vom Ende des 18. Jahrhunderts und trägt die Sockel-Inschrift Nadiku Božju. | BDA-Hist.: Q38128365 Status: § 2a Stand der BDA-Liste: 2025-06-30 Name: Sandsteinpietá GstNr.: 3161 |
| BW   | Datei hochladen | Eisenzeitliche Pingenfelder entlang der Potoschze HERIS-ID: 249051seit 2023    | Standort KG: Unterpullendorf                    | Die zahlreichen Trichtergruben im Oberpullendorfer Becken sind ein Zeugnis der in spät-la-tène-zeitlicher und römischer Periode bedeutenden Gewinnung (und Verhüttung) von Rasenerz. Anmerkung: Gemeindeübergreifendes Objekt, auch in Großwarasdorf und Raiding. Koordinaten in das Zentrum des geschützten Gebietes in der KG. (Standort einer Infotafel)                                                 | BDA-Hist.: Q119241010 Status: Bescheid Stand der BDA-Liste: 2025-06-30 Name: Eisenzeitliche Pingenfelder entlang der Potoschze GstNr.: 13, 2194, 2227/1, 2233, 2235/1, 1855, 1856, 2146, 2147, 2148, 2149/2, 2150/2, 2151/2, 2152/2, 2156, 2157, 2158, 2159, 2160, 2161, 2162, 2163, 2165, 2166, 2167, 2169, 2170/1, 2170/5, 2836, 2114/3, 2560, 2561, 2603, 2604 |